# Jérôme Polenz
Jérôme Polenz (Berlino, 7 novembre 1986) è un ex calciatore tedesco, di ruolo difensore.

## Statistiche

### Presenze e reti nei club
Statistiche aggiornate al 6 gennaio 2015.
| Stagione                        | Club                            | Campionato                      | Campionato | Campionato | Coppe nazionali | Coppe nazionali | Coppe nazionali | Coppe continentali | Coppe continentali | Coppe continentali | Supercoppe | Supercoppe | Supercoppe | Totale | Totale |
| Stagione                        | Club                            | Comp                            | Pres       | Reti       | Comp            | Pres            | Reti            | Comp               | Pres               | Reti               | Comp       | Pres       | Reti       | Pres   | Reti   |
| ------------------------------- | ------------------------------- | ------------------------------- | ---------- | ---------- | --------------- | --------------- | --------------- | ------------------ | ------------------ | ------------------ | ---------- | ---------- | ---------- | ------ | ------ |
| 2005-2006                       | Werder Brema                    | BL                              | 3          | 0          | CG              | ?               | ?               | -                  | -                  | -                  | -          | -          | -          | 3+     | 0+     |
| 2006-2007                       | Werder Brema                    | BL                              | 0          | 0          | CG              | ?               | ?               | UCL                | 0                  | 0                  | -          | -          | -          | 0+     | 0+     |
| Totale Werder Brema             | Totale Werder Brema             | Totale Werder Brema             | 3          | 0          |                 | ?               | ?               |                    | 0                  | 0                  |            | -          | -          | 3+     | 0+     |
| 2007-2008                       | Alemannia                       | 2L                              | 24         | 0          | CG              | ?               | ?               | -                  | -                  | -                  | -          | -          | -          | 24+    | 0+     |
| 2008-2009                       | Alemannia                       | 2L                              | 23         | 0          | CG              | ?               | ?               | -                  | -                  | -                  | -          | -          | -          | 23+    | 0+     |
| 2009-2010                       | Alemannia                       | 2L                              | 4          | 0          | CG              | ?               | ?               | -                  | -                  | -                  | -          | -          | -          | 4+     | 0+     |
| Totale Alemannia                | Totale Alemannia                | Totale Alemannia                | 51         | 0          |                 | ?               | ?               |                    | 0                  | 0                  |            | -          | -          | 51+    | 0+     |
| 2010-2011                       | Union Berlino                   | 2L                              | 6          | 0          | CG              | 1               | 0               | -                  | -                  | -                  | -          | -          | -          | 7      | 0      |
| 2011-2012                       | Union Berlino                   | 2L                              | 8          | 0          | CG              | ?               | ?               | -                  | -                  | -                  | -          | -          | -          | 8+     | 0+     |
| Totale Union Berlino            | Totale Union Berlino            | Totale Union Berlino            | 14         | 0          |                 | 1+              | 0+              |                    | -                  | -                  |            | -          | -          | 15+    | 0+     |
| 2012-2013                       | Western Sydney Wanderers        | AL                              | 25         | 0          | -               | -               | -               | -                  | -                  | -                  | -          | -          | -          | 25     | 0      |
| 2013-2014                       | Western Sydney Wanderers        | AL                              | 22         | 2          | -               | -               | -               | ACL                | 3                  | 0                  | -          | -          | -          | 25     | 2      |
| Totale Western Sydney Wanderers | Totale Western Sydney Wanderers | Totale Western Sydney Wanderers | 47         | 2          |                 | -               | -               |                    | 3                  | 0                  |            | -          | -          | 50     | 2      |
| ago.-dic. 2014                  | Sarpsborg 08                    | ES                              | 2          | 0          | CN              | -               | -               | -                  | -                  | -                  | -          | -          | -          | 2      | 0      |
| gen.-giu. 2015                  | Brisbane Roar                   | AL                              | 11         | 0          | -               | -               | -               | -                  | -                  | -                  | -          | -          | -          | 11     | 0      |
| 2015-2016                       | Brisbane Roar                   | AL                              | 1          | 0          | -               | -               | -               | -                  | -                  | -                  | -          | -          | -          | 1      | 0      |
| Totale Brisbane Roar            | Totale Brisbane Roar            | Totale Brisbane Roar            | 12         | 0          |                 | -               | -               |                    | -                  | -                  |            | -          | -          | 12     | 0      |
| Totale                          | Totale                          | Totale                          | 129        | 2          |                 | 1+              | 0+              |                    | 3                  | 0                  |            | -          | -          | 133+   | 2+     |